# Francis-Turbine

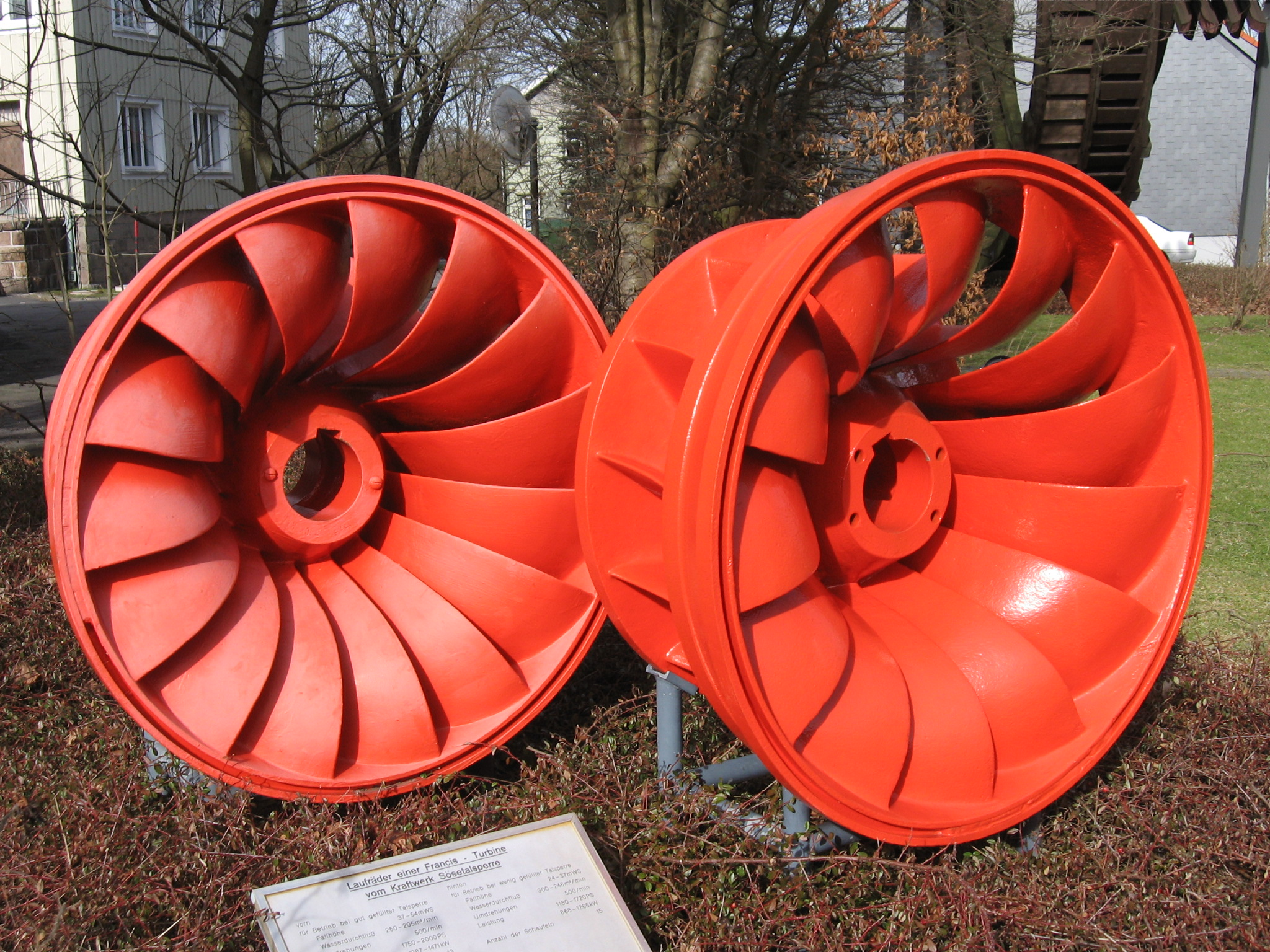
Laufräder einer Francis-Turbine des Kraftwerks Sösetalsperre

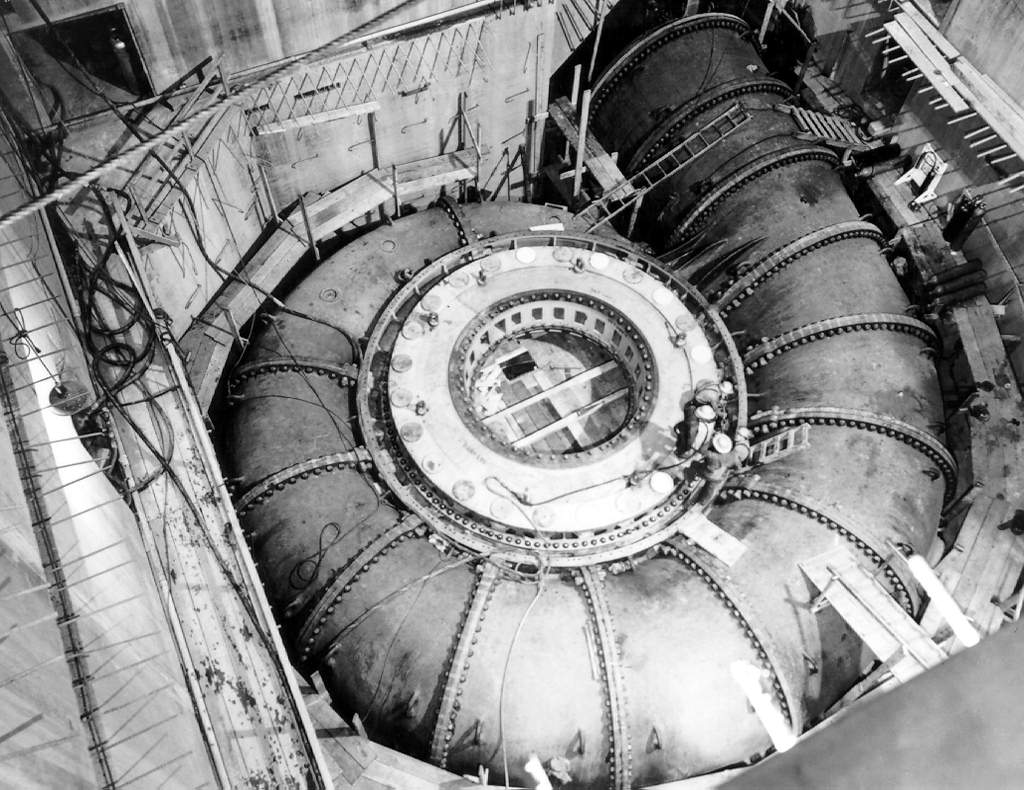
Spiralgehäuse einer vertikalen Francisturbine beim Bau der Grand Coulee-Talsperre in den USA

Die Francis-Turbine ist eine nach dem Ingenieur James B. Francis aus den USA benannte, universell einsetzbare Wasserturbine, bei welcher das Laufrad radial von außen angeströmt wird.

## Geschichte
Die Francis-Turbine ist eine Weiterentwicklung der Fourneyron-Turbine. Diese Turbine hatte den Nachteil, dass das Wasser beim Übergang von dem im Inneren des Laufrads liegenden Leitwerk auf den Läufer verwirbelt wurde und somit kein optimaler Wirkungsgrad erreicht werden konnte. Ein erster Vorschlag zum Bau einer in umgekehrter Richtung, also von außen nach innen, durchströmten Turbine kam von Jean-Victor Poncelet im Jahre 1826. Er hatte zuvor das unterschlächtige Wasserrad verbessert, indem er es mit gekrümmten Schaufeln versah. Poncelet schlug vor, sein Wasserrad auf eine Seite zu legen, damit das Wasser gleichmäßig durch die Mitte des Rades austreten könne, anstatt zum Verlassen der Schaufel die Fließrichtung ändern zu müssen. 1838 erhielt der Amerikaner Samuel B. Howd ein Patent für ein „verbessertes Wasserrad“, das liegend in einem Schacht angeordnet war und von außen nach innen durchströmt wurde. Um 1849 verbesserte James B. Francis das Design von Howd und entwickelte die Technologie weiter, indem er genaue Tests mit der Turbine durchführte, deren Ergebnisse veröffentlichte und Regeln für die Konstruktion des Laufrades formulierte.

## Wirkungsprinzip

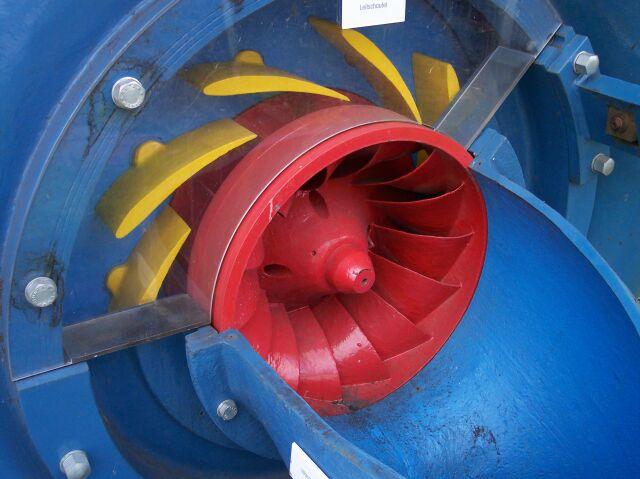
Leitwerk für maximalen Durchfluss eingestellt

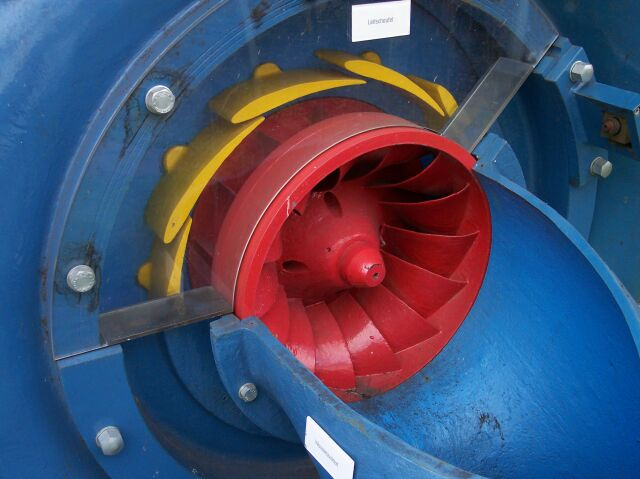
Leitwerk geschlossen

Francisturbinen werden heute meist als Spiralturbinen ausgeführt. Das zufließende Wasser wird über ein schneckenförmiges Gehäuse, die Spirale, in zusätzlichen Drall und gleichmäßig am Umfang der Turbine verteilt, bevor es in den Leitschaufelkranz eintritt. Turbinen ohne dieses Spiralgehäuse werden als Schachtturbinen bezeichnet. Sie haben gegenüber den Spiralturbinen einen kleineren Wirkungsgrad und werden heute nur noch bei Kleinwasserkraftwerken mit geringer Fallhöhe angewandt.
Bei Francis-Turbinen tritt das Wasser tangential in das Laufrad ein und verlässt dieses axial. Ein Leitschaufelkranz mit verstellbaren Leitschaufeln regelt den Zufluss des Wassers auf die gegenläufig gekrümmten Schaufeln des Laufrads, das dieses in Richtung der Läuferachse ablenkt. Durch ein als Diffusor wirkendes Saugrohr in Verlängerung der Turbinenachse wird das Wasser nach Durchströmen des Laufrades abgeleitet.
Die Leitschaufeln am Eintritt wirken als Stellglied, durch die gemeinsame Einstellung ihres Winkels wird die Drehzahl und damit die Leistung der Turbine bei Lastwechseln des angeschlossenen Generators und bei wechselnden Wasserständen konstant gehalten. Die Francis-Turbine ist eine Überdruckturbine, am Laufradeintritt ist der Druck höher als am Laufradaustritt.
Der zur Turbine gehörende Regler erfasst die Drehzahl der Turbine auf der Welle als Regelgröße und wandelt das Ergebnis auf servohydraulischem Wege in eine Stellgröße, die die Leitschaufeln entsprechend der Drehzahlabweichung öffnet oder schließt. Der konstruktive Aufwand für die Regelung der Turbine ist erheblich und macht einen spürbaren Anteil der Investitionen einer Francis-Turbine aus.
Der Wirkungsgrad der Francis-Turbine variiert je nach Bauart und Betriebspunkt. Moderne Francis-Turbinen erreichen Wirkungsgrade von über 90 %. Francisturbinen lassen sich auch als Pumpturbinen auslegen, wie zum Beispiel bei der Isogyre-Pumpturbine.

## Einsatzbereich

Kennfeld der Francis-Turbine im Vergleich zur Pelton- und Kaplan-Turbine

Die Francis-Turbine ist der am weitesten verbreitete Turbinentyp bei Wasserkraftwerken. Sie kommt bei mittleren Fallhöhen des Wassers und mittleren Durchflussmengen zum Einsatz. Sie wird daher in Laufwasserkraftwerken und Speicherkraftwerken eingesetzt. Ihr Leistungsspektrum erstreckt sich von 10 kW bis über 700 MW.
Der Rekord für die Fallhöhe von Francis-Turbinen liegt bei 695 m, und zwar beim Pumpspeicherkraftwerk Häusling im Zillertal, es handelt sich um zwei Einheiten von je 180 MW.
Der Einsatzbereich der Francis-Turbine überschneidet sich mit demjenigen der Pelton-Turbine und der Kaplan-Turbine. Im Vergleich zu Pelton-Turbinen kann eine Francis-Turbine bei kleineren Abmessungen höhere Durchflüsse verarbeiten. Weil die Regelung der Francis-Turbine nur über den Leitschaufelkranz erfolgen kann und die Schaufeln des Läufers im Gegensatz zu denjenigen einer Kaplan-Turbine fest sind, muss die Fallhöhe relativ konstant gehalten werden, sodass in Niederdruckkraftwerken an Flüssen mit nach Abfluss schwankenden Fallhöhen eher Kaplan-Turbinen zum Einsatz kommen.

## Bildergalerie

Francis-Turbinen
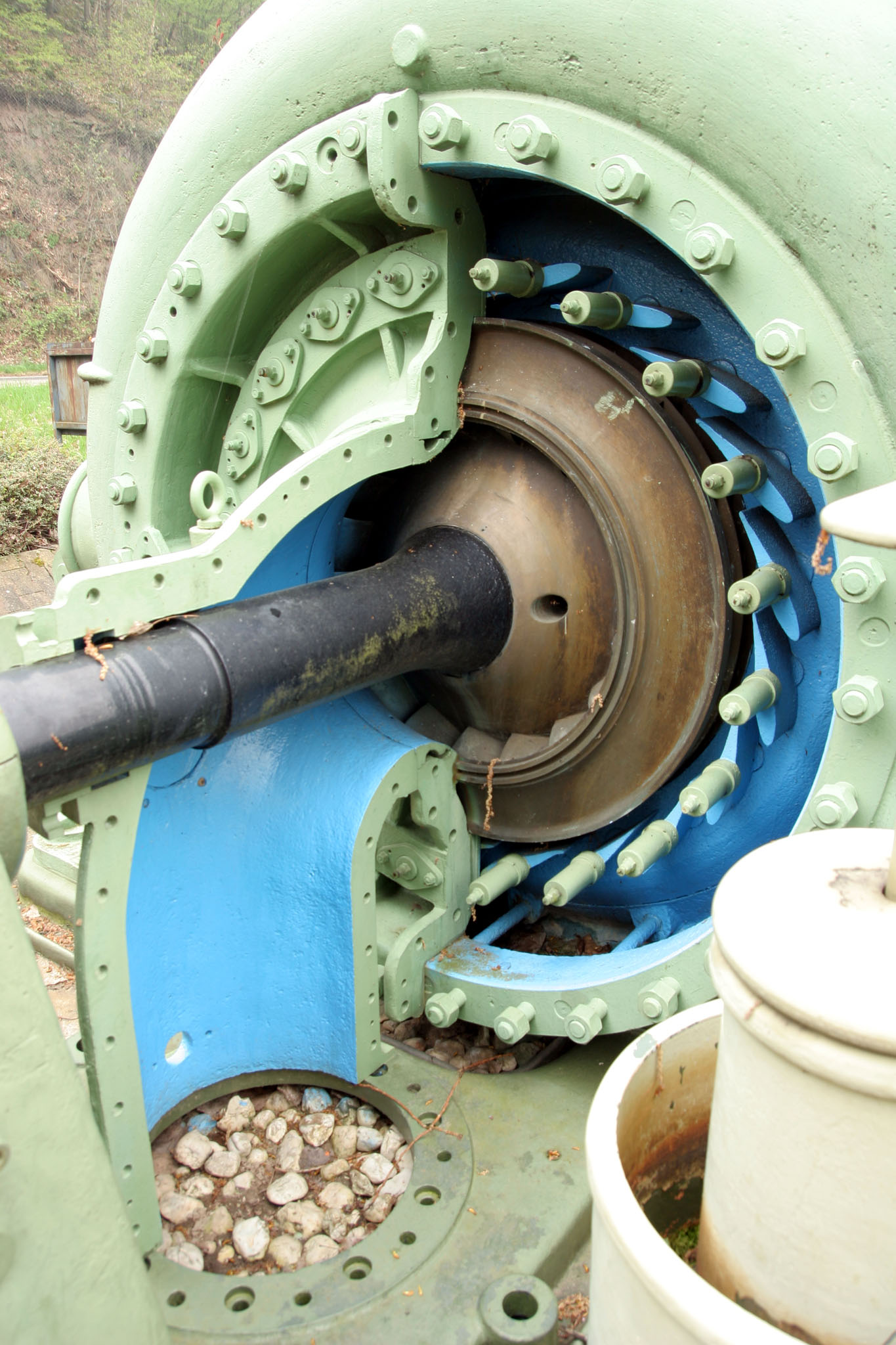
Geöffnete Francis-Turbine. Das Laufrad (braun) ist an der Welle (schwarz) montiert
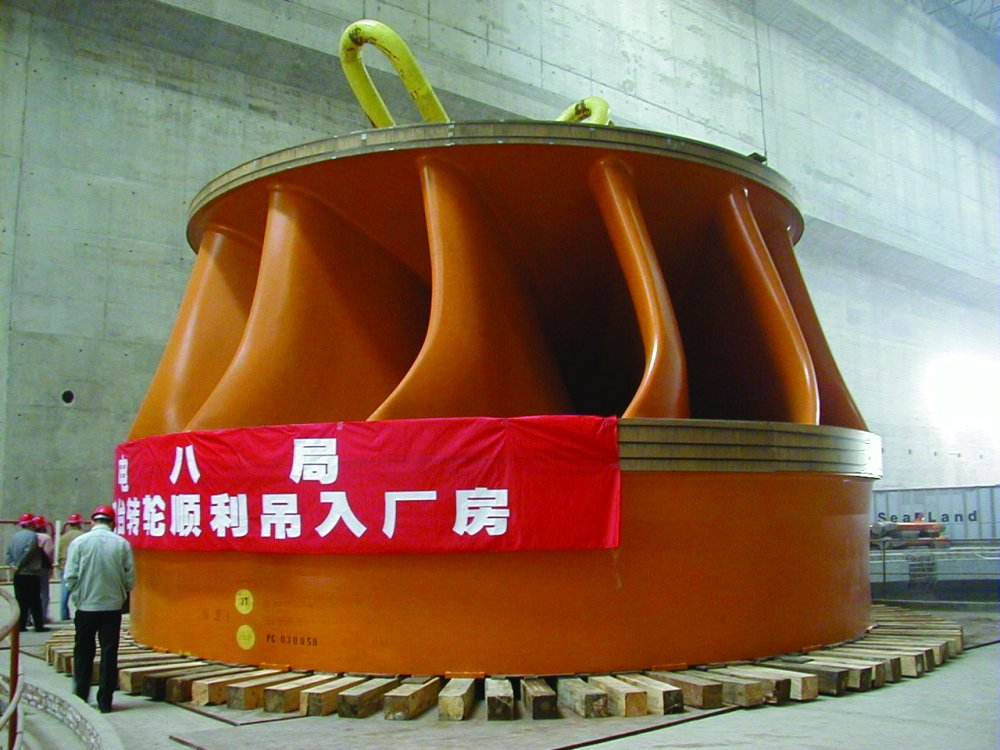
Laufrad für das Kraftwerk an der Drei-Schluchten-Talsperre
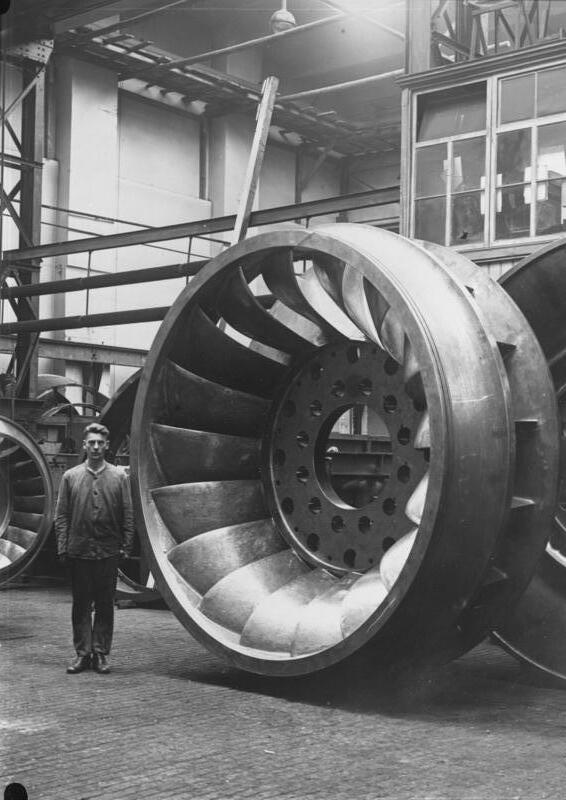
Laufrad von 1930 für das Kraftwerk Chippawa am Niagarafall
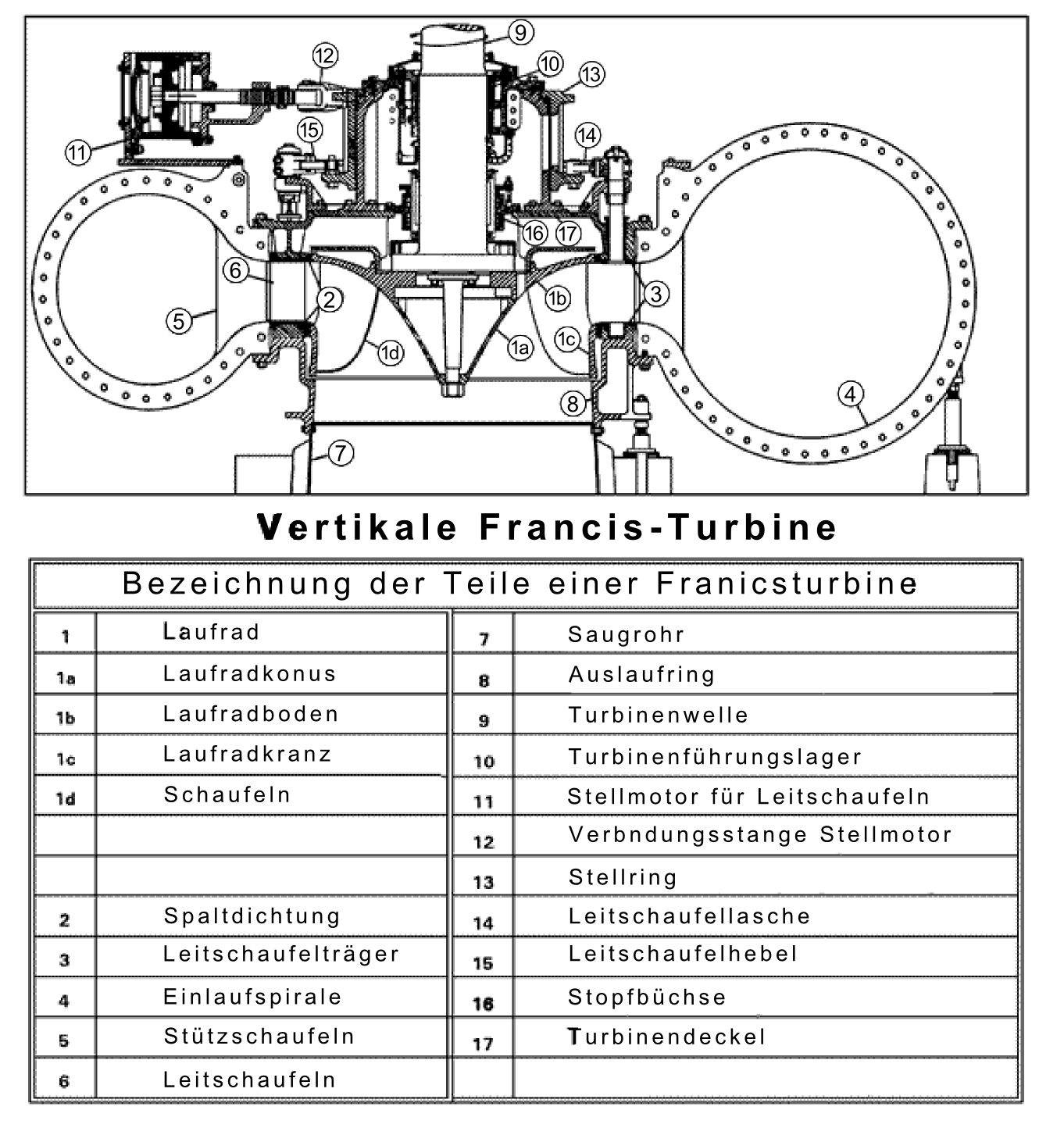
Teile der Francisturbine
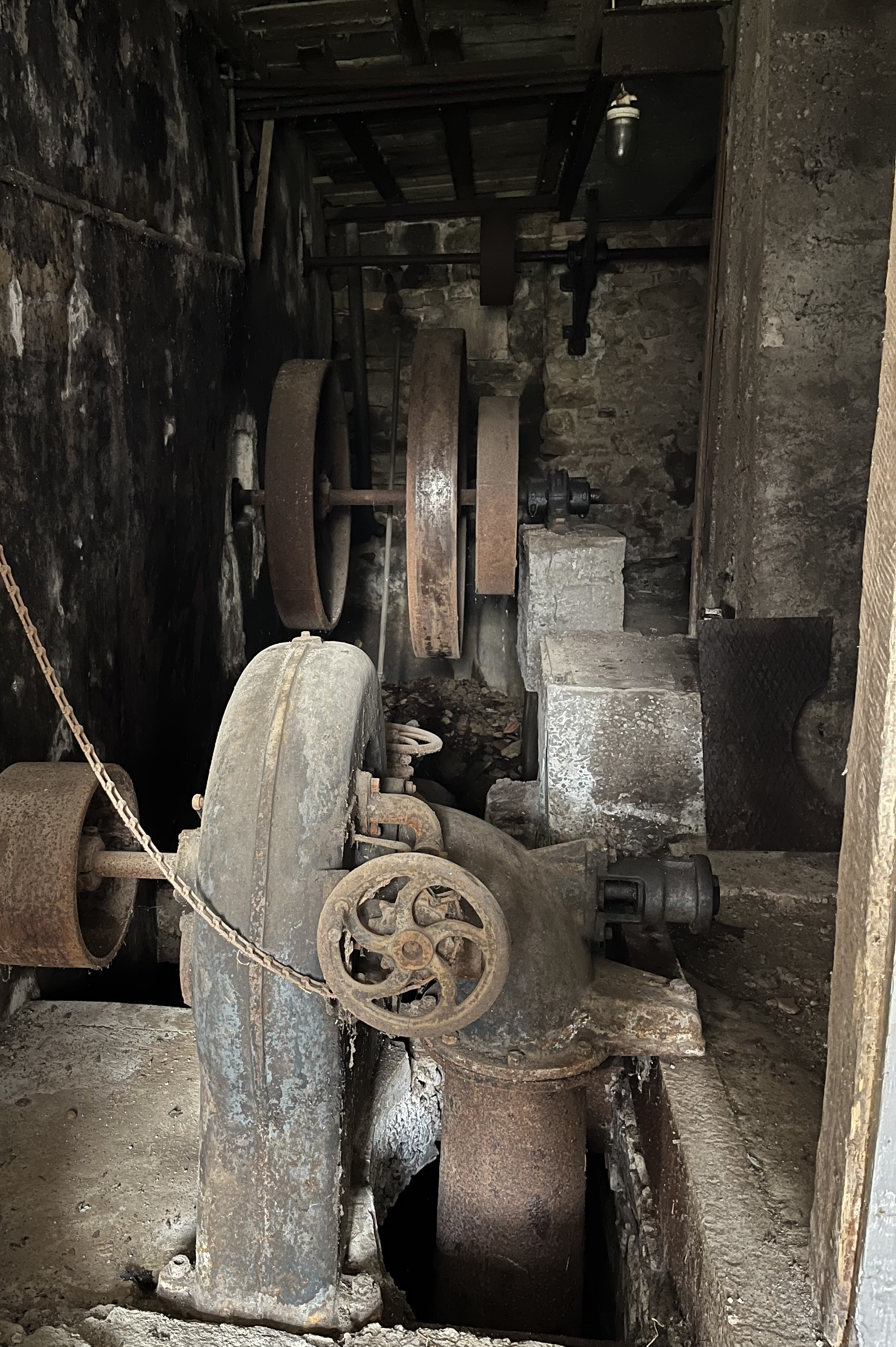
Francis-Spiralturbine der Firma Gebrüder Ruch (Oberkirch) in einer stillgelegten Wassermühle.

## Sonderbauformen

### Klappenlaufradturbine

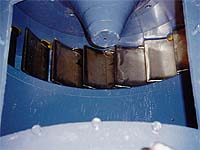
Laufrad einer Klappenlaufradturbine aus der Saugrohrsicht

Als Sonderform der Francis-Turbine kann die Klappenlaufradturbine angesehen werden. Bei dieser Turbine hat das Laufrad verstellbare Schaufeln, während das Leitrad nicht verstellbar ausgeführt ist. Das Laufrad hat eine ähnliche Form wie das Leitrad der Francis-Turbine. Der Wirkungsgrad ist ähnlich dem der Francis-Turbine bei Volllast, nimmt aber bei zunehmend geschlossenen Klappen nicht so stark ab wie bei einer Francis-Turbine mit geschlossenem Leitschaufelkranz. Wassermengen ab ca. 15 % Öffnung der Klappen können wirtschaftlich genutzt werden. Die Klappenlaufradturbine wird nur in Kleinwasserkraftanlagen bis 500 kW angewandt, wenn stark schwankende Wassermengen verarbeitet werden müssen und nur eine Turbine zum Einsatz kommen soll.